# Ma Ha
Thiền sư Ma Ha (chưa rõ năm sinh-mất)

Tu tại chùa Quan Ái, hương Đào Gia, Cổ Miệt.
Thiền sư tên cũ là Mahamaya, tự lấy họ Dương, tổ tiên người Chiêm Thành. Sư là người hiểu biết sâu rộng, giỏi cả chữ Hán lẫn chữ Phạn.

## Cơ duyên và hành trạng
Năm 24 tuổi, Thiền sư nối nghiệp cha là Bối Đà trụ trì chùa Quan Ái. Một hôm, trong khi đang ngồi dịch kinh Lá Bối, sư đọc thấy Hộ pháp thiện thần bảo rằng: dùng kiến thức ngoại học thì không thể thông được nghĩa lý. Từ đó hai mắt sư bị mù, sư tự hối lỗi gieo mình xuống vực sâu mà chết ngay, giữa chừng gặp Đông Lâm Viễn Biệt ngăn lại mà bảo:
- Dừng lại, dừng lại!
Sư bỗng tỉnh ngộ, đến thụ giáo với thiền sư Đỗ Pháp Thuận ở chùa Cổ Sơn, chuyên tụng niệm kinh đại bi tâm chú đề sám hối, liền ba năm chưa từng biếng trễ. Sư lại được Quan Âm đại sĩ dùng cành dương tĩnh thủy rưới đầu rảy mặt làm cho mắt sư sáng lại, tâm càng thanh tĩnh.
Năm Thiên Thành thứ 2 (1029), sư được mời về trụ trì chùa Khai Thiên ở phủ Thái Bình. Đến năm thứ 6 (1033) sư cáo từ trở về Hoan Châu, sau không rõ thọ chung thế nào.
Năm Thuận Thiên thứ 5 (1014), sư dời đến chùa Đại Vân ở Trường An, chuyên cần tu tập, đắc phép tu tập thiền định cùng các phép ảo thuật, người ngoài không ai dò biết được. Vua Lê Đại Hành ba lần thỉnh sư về triều để hỏi han việc nước, sư chỉ chắp tay cúi đầu mà thôi. Gặng hỏi hai ba lần thì sư mới đáp rằng:
- Bần đạo chỉ là kẻ cuồng tăng ở chùa Quan Ái!
Vua cả giận sai đưa sư đến chùa Vạn Tuế trong Đại Nội đóng cửa lại, sai người canh giữ. Sáng hôm sau đã thấy sư ở ngoài tăng phòng mà cửa vẫn đóng như cũ. Vua lấy làm lạ cho phép sư muốn đi đâu tùy ý. Sư lại đi về phía Nam, đến trấn Sa Đãng thuộc Ái Châu. Nơi đây, phong tục dân chúng còn sùng chuộng thờ quỷ thần, nhiều người làm nghề sát sinh, sư khuyên họ ăn chay kiêng thịt nhưng không được nghe theo.
Sư nói: - Nếu các ngươi chịu khó bỏ ác theo thiện thì lão tăng này dù có bị hại cũng cam chịu.
Dân làng nói: - Vùng này có người bị bệnh hủi lâu ngày sắp chết, các thầy lang thầy bói đều chịu bó tay. Nếu hòa thượng chữa khỏi, chúng tôi xin theo lời hòa thượng.
Sư bèn niệm chú vào nước lã rồi ngậm phun, người hủi liền khỏi bệnh. Dân làng cảm phục nhưng lấy cớ theo tục thờ cúng đã lâu nên chưa thể cải hóa ngay được. Có người họ Ngô bày rượu thịt ra ép sư ăn uống, nói rằng: nếu hòa thượng chịu thưởng thức thú vui này thì chúng tôi xin quy y đạo Phật.
Sư đáp: - Bần đạo không dám từ chối, chỉ sợ bị đau bụng thôi.
Người họ Ngô cười nói: - Nếu đau thì Ngô mỗ này xin chịu cho.
Sư miễn cưỡng nghe theo. Được một lúc, sư về nhà bị trướng bụng, đau dữ dội, sư bèn kêu to: - Ngô quân hãy chịu đau cho tôi đi!
Chủ nhà họ Ngô hốt hoảng không biết làm thế nào. Bấy giờ sư chắp tay niệm: Nam mô Phật, nam mô Pháp, nam mô Tăng, xin cứu độ cho đệ tử! Rồi cúi xuống nôn hết thức ăn, các món thịt liền biến thành thú vật chạy đi, các món cá biến thành cá sống vùng quãy, rượu biến thành nước gỉ đồng. Mọi người hết sức kinh lạ và khiếp sợ. Sư nói: - Người bệnh của ngươi ta đã chữa khỏi, còn ta bị đau bụng thì chẳng ai chịu đau thay cho ta. Vậy bây giờ người đã chịu theo đạo ta chưa? 

Người làng đều sụp xuống lạy tạ.